# 横山隆一
横山 隆一（よこやま りゅういち、1909年5月17日 - 2001年11月8日）は、日本の漫画家・アニメーション作家。高知県高知市出身。
政治風刺漫画が主流だった1930年代日本の漫画界において、簡略な絵柄と明快なギャグによる欧米流の「ナンセンス漫画」を志向した若手グループ「新漫画派集団」を結成し、やがて戦中・戦後初期の漫画界をリードした。戦後にはアニメーション制作会社「おとぎプロダクション」を設立したほか、広告・絵本のイラストレーションや、油彩画を描いた。

## 経歴
高知市堺町に生まれる。公式の誕生日（戸籍上の生年月日）は5月17日であるが、横山自身は母から、名付けの遅れのために届け出が遅れ、本当の生まれた日付は5月10日であったことを伝え聞いているという。6人きょうだいの第2子で長男。もとの生家は裕福な生糸問屋であったが、14歳のときに父親が死去。一家は没落し、母親が出稼ぎのために高知市を離れたため、きょうだいは複数の親類宅に離れ離れに預けられ、その後横山が経済的に成功するまで、長らく離散状態となる。このころ、似顔絵や、チョークに裸婦像を彫刻したものを同級生に売って小遣いを稼いでいた。
1927年、旧制高知県立高知城東中学校（のちの高知県立高知追手前高等学校）卒業の翌日より、就職を目指すため横浜市の叔父（父の弟）宅に寄寓し、中学時代の経験から美術家をこころざすも、東京美術学校の受験に2回、また東京高等工芸学校の受験にも失敗する。横浜職業補導所へ通い、大工の技術を学ぶかたわら、関東学院英語科夜間部に通った。やがて、いとこが美術モデルをしていた関係で、画家・高橋虎之助と知遇を得て、1928年、高橋の教えを受けて川端画学校に合格。同年暮れには同郷の新聞記者・澤本孟虎（澤本江南）の紹介で、やはり同郷の彫刻家・本山白雲に弟子入り。
この頃、居候生活から逃れるために入り浸った図書館で、雑誌に多く掲載されていた海外のナンセンス漫画にはじめて接し、それまでの日本の風刺漫画などと異なり「描かれた線がきれいで」「内容がわかりやすく、くり返し見てもおかしく面白かった」と大きな衝撃を受ける。また当時、日本の漫画界では山本鼎、石井柏亭らファインアートの画家による「コマ画」制作が盛んな時期であり、これらの持つ叙情性やユーモアにも大きな影響を受ける。居候生活の脱却を目指した横山は、1929年頃からギャグを志向した1コマ漫画の投稿を開始する。叔父宅を離れ、本山宅に住み込むようになると、『アサヒグラフ』『新青年』など本山のもとに届く大量の雑誌の懸賞漫画に次々と応募するようになり、より広く作品が採用されるようになる。体力に乏しかった横山は、重労働である銅像制作の現場に不向きと判断され、東京の本山の本邸を離れ、神奈川県鎌倉郡片瀬村（のちの藤沢市片瀬）にあった本山の別邸の管理をまかされるようになったが、本山は横山の漫画の腕に理解を示し、投稿活動の継続を許す。横山は買い出しに訪れた鎌倉郡鎌倉町（のちの鎌倉市）の書店で新創刊の『月刊マンガ・マン』を知り、投稿常連となる。やがて横山は、本山に漫画家への転身をすすめられて堤寒三を紹介され、堤の門下に、のちに岡本一平の門下に転じる。また、若手投稿家のグループ「漫画研究会」に入会するも、プロレタリア漫画が主流のグループで、会合はほとんど政治論争となって「ペンの話」にならなかったため、すぐにグループを離れる。
1930年、いとこ（上記とは別人）が東京・大塚に書店を開業し、手伝いを請われたため、本山の元を離れる。かつての投稿先である『新青年』で、1931年2月号より掲載小説の挿絵の担当を開始し、実質的なプロデビューを果たす。また同年、ピー・シー・エル映画製作所に入社し、アニメーション技術の習得と研究に従事する。挿絵画家としての活動と並行し、『アサヒグラフ』連載のジョージ・マクマナス『ジグス（親爺教育）』の書き文字の日本語リライトを担当した（翻訳は中里富次郎）。
この頃、『月刊マンガ・マン』の投稿者から社員に転じていた吉田貫三郎と親しくなったことをきっかけに、『月刊マンガ・マン』の寄稿者で、岡本門下だった近藤日出造や杉浦幸雄らと知り合った。昭和初期の漫画界は文壇・画壇をもじって「漫画壇」とも呼ばれ、新聞や雑誌は少数のベテランが独占しているような状態で、横山ら若手はプロとしての発表の場がなかなか得られなかった。横山・近藤・杉浦の3人を中心に「漫画市場に若手が結束して売り込もう」「殴り込みをかける」といった意見が高まり、1932年に「新漫画派集団」の結成にいたった。同年には、北澤楽天が横山の漫画に惚れ込み、時事新報社の自身の部屋に横山を招き、面会をしている。この経験は横山に自信を与えたという。
「線を大胆に簡略化した絵と奇抜な発想」で抜きん出ていた横山は、「新漫画派集団」の中で最初に名が売れていった。杉浦は横山の作風を「昭和のピカソ」と評し、「奇想天外の発想はだれもついていけなかったのに、みんながマネをしようとして失敗した」と語っている。
経済的に余裕が出た横山は、離れ離れになっていた母や妹を東京・本郷に呼び寄せ、同居を再開する。1935年10月、郷里の知人の妹と結婚。1936年1月、朝日新聞東京版朝刊に『江戸っ子健ちゃん』を連載開始。サブキャラクターのフクちゃんに人気が集まったため、同年に『フクちゃん』と改題。掲載媒体を変えながら1971年まで連載が継続し、横山の代表作となった。1937年、一家で鎌倉に移住する。
開戦後の1942年1月、陸軍報道班員として、小野佐世男、大宅壮一、武田麟太郎らとともにジャワ島へ派遣された。ジャワへ向かう際、バタビア沖海戦に巻き込まれ、乗っていた輸送船・佐倉丸が沈没するも、九死に一生を得る。復員後の1945年3月末、空襲の激化にともない、母と妹を郷里の高知に、妻と子供を近藤日出造の世話で長野県小県郡神科村（のちの上田市）に疎開させる。横山も5月に神科の妻子のもとに合流するが、8月2日に妻が病死。ほどなく終戦となり、失意のうちに鎌倉に戻るも、心労や栄養失調のために腎臓を病む。多くの漫画家たちが応召や疎開のために東京を留守にする中、鎌倉在住で仕事場や画材が焼けなかった横山がいち早く病を押して仕事を再開し、清水崑、矢崎武子、田河水泡らとともに『新夕刊』漫画部の嘱託となる。10月、横山らは「新漫画派集団」を「漫画集団」に改組。戦後初期から昭和中期を通じ、新進の漫画家を多く世に出すことに貢献した。
やがて、毎日新聞の専属となり、『ペ子ちゃん』『デンスケ』をへて、『フクちゃん』の連載を再開。また、戦前から横山の仕事場を手伝っていた前妻の兄の娘（義理の姪）と再婚する。1951年、毎日の特派員団の一員としてサンフランシスコ講和会議取材のためアメリカ合衆国に長期滞在。その際、戦前からの念願であるアニメーション制作の参考のため、ウォルト・ディズニー・アニメーション・スタジオを見学。その際にウォルト・ディズニー本人とも会談を果たした。
1956年、アニメーション制作会社「おとぎプロダクション」（おとぎプロ）を設立。自主上映の短編アニメ、劇場用アニメ映画、テレビCM用のアニメ素材のほか、1961年に、日本初の連続テレビアニメシリーズ『インスタントヒストリー』を制作した。
1970年、日本万国博覧会・住友童話館にて、神話『山幸彦と海幸彦』を基にしたアニメーション映画『地球村の出来事』を製作・上映した。
1971年の『フクちゃん』連載終了後は連載漫画家としての活動を控え、児童文学の挿絵や絵本の制作を手掛けた。この年、日本経済新聞で「私の履歴書」を連載。漫画家としては初である。
2001年11月8日、脳梗塞のため鎌倉市内の病院で死去。翌年に「横山隆一記念まんが館」が開館することが決定していたが、開館を待たずに亡くなった。

### 受賞歴
漫画作品
- 1966年 毎日出版文化賞特別賞（『勇気』）
- 1979年 第8回日本漫画家協会賞 大賞（『百馬鹿』）
- 1992年 第21回日本漫画家協会賞 文部大臣賞（日本の漫画文化に貢献した全業績）
- 1994年 文化功労者 - 漫画家としては初の受賞。
- 1999年 第10回早稲田大学芸術功労者表彰

アニメーション作品
- 1957年 第8回ブルーリボン賞特別賞（『ふくすけ』）、第12回毎日映画コンクール教育文化映画賞（『ふくすけ』）

受章・顕彰
- 1974年 紫綬褒章
- 1982年 勲四等旭日小綬章
- 1996年 高知市名誉市民、鎌倉市名誉市民

## 画風・評価
- 横山死去の際、横山の娘は新聞取材に対し「現代ではおどろおどろしい絵や話のものが漫画と呼ばれてしまっている。本当の意味での『漫画』は終わった[要出典]」と語っている。

## 人物・エピソード
家族・親族

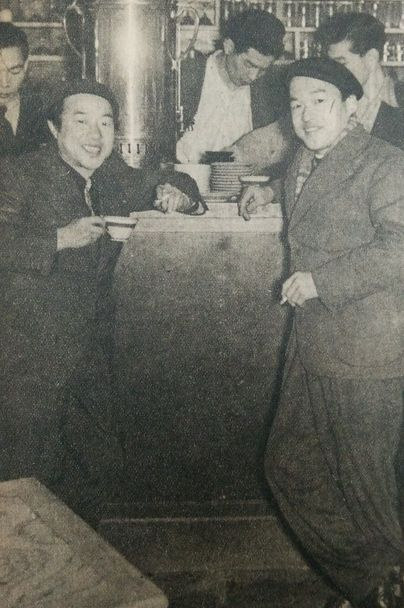
弟・泰三（右）とともに
（『アサヒグラフ』1948年2月18日号）

- 8児の父。画家・イラストレーター・絵本作家の横山ふさ子は三女。

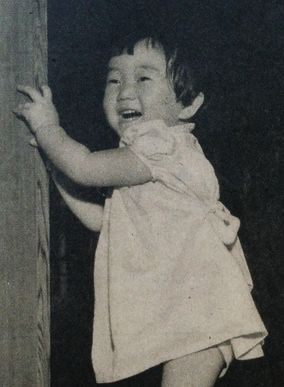
横山ふさ子

- 漫画家の横山泰三は実弟。弟・泰三の『プーサン』の映画化作品に弟とともに出演している。
- ブラジル在住の童話作家・横山トミは妹のひとり。
- 近藤日出造は義弟（妹の夫）である。
- 1932年ロサンゼルスオリンピック・競泳800メートルリレー金メダリストの横山隆志はいとこ。
- 武蔵七党・横山党の末裔。

鎌倉との関わり
- 長男の病気を機に、1937年頃に鎌倉町（のちの鎌倉市）に移住。妻の兄宅への寄寓や借家住まいを経て、戦後、市内の御成町に土地を購入し最初の自邸を新築。のち「おとぎプロ」設立を期に事務所兼自宅を増築。
  - 存命中は、忘年会を自邸で毎年開催しており、ホステスや漫画家を大勢集めた大規模なものだったという。出席したことがある漫画家の松本零士は、終電近くに帰ろうとした所、横山から「俺はな、皆がいなくなると死にたくなるんだ」と懇願され、始発まで飲み明かしたことがあると証言している。

- かつての自邸跡地にはスターバックスコーヒー鎌倉御成町店が建っている。桜の木、藤棚、プール等が残されているほか、店内に『フクちゃん』の原画が展示されている。
  - プールは、アニメーション制作の現場が暑くなるため、スタッフや横山本人がいつでも飛び出し、飛び込めるように作ったもの。

- 戦時中、横須賀海兵団に召集され、規則で上京できなくなった新漫画派集団メンバーのため、鎌倉の自宅を面会所として提供した。
- 戦時中に途絶えていた鎌倉カーニバルの復活を後押しした。再開第1回の1947年に「漫画集団」チームとして参加し、団体一等賞を受賞。

ベレー帽
ベレー帽がトレードマークだった。漫画家を示す「記号」のようになった、漫画家によるベレー帽の着用は、横山ら「漫画集団」に端を発する。
- 1933年頃に新漫画派集団の「制帽」として全員でベレー帽をかぶることを決めたが、すぐにルールが有名無実化し、常にかぶっているのは横山ひとりだけとなった。そのうち頭髪が薄くなり、「脱ぐチャンスがなくなりました」と横山本人は述べている。
- 太平洋戦争中、「自由主義的なもの」を身に着けにくい時勢となったため、その間は戦闘帽を常用していた。

身長
成人してからの身長は147センチメートルと、当時の日本人の成人男性の平均から見ても大変な短躯だった。横山の自伝『わが遊戯的人生』には、低身長に起因する以下のエピソードが紹介されている。
- 博文館の専属作家だった玉川一郎が挿絵を取りに横山の居候先をたずねた際、そこが豪邸であったこともあり、応対した横山をその家の小学生の息子と間違え、横山が「（私が）横山です」と答えても玉川は「いえ、横山先生を」と納得せず、押し問答となった。
- 出版社を和服で訪ねた際、たまたまいた林芙美子に「小僧さんのやぶいりかと思いました」と笑われて以来、一度も和装を私用しなかった。
- 徴用のために軍刀を仕立てたが、一般のサイズでは地面に引きずってしまうため、刀身や鞘を短く切ったものを用いた。
- 陸軍報道班員として台湾に寄港した際、現地女性の「なんだろうねえ、七五三でもないし」という陰口を聞いた。居合わせた大宅壮一が場所を鶴岡八幡宮に変え、ジョークに仕立て直した。

趣味

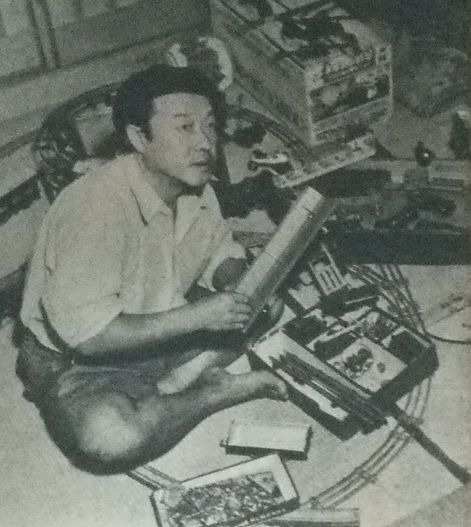
鉄道模型とともに
（『アサヒグラフ』1950年9月27日号）

- 模型の愛好家であった。模型飛行機、模型船の収集のほか、自邸に鉄道模型の大規模なレイアウトを所有していた。
- 偉人にまつわる珍品の収集をライフワークとしていた。「川端康成の胆石」「中山正善のすね毛」「トキワ荘の壁土」など。

その他
- 職業補導所時代の大工の技術を活かし、アニメーション制作用のフィルム撮影台などを自作した。
- 浮世絵師の東洲斎写楽の別人説を1950年代から唱えており、蔦屋重三郎・葛飾北斎・喜多川歌麿などの別人説を始めた。

## 作品

### 漫画
連載作品
- 江戸っ子健ちゃん → フクちゃん（1936年 - 1945年、1946年 - 1947年、1950年 - 1951年、1956年 - 1971年） - タイトルのマイナーチェンジや掲載媒体の変更を繰り返しながら断続的に長期連載された横山の代表作。
- ペ子ちゃん（毎日新聞朝刊 1948年 - 1949年）
- デンスケ（毎日新聞朝刊 1949年 - 1955年）
- 百馬鹿（漫画サンデー 1968年 - 1970年）
  - 小学館文庫 1977年
  - 奇想天外社 1979年
  - 『百馬鹿』傑作選 プラス フクちゃん（実業之日本社 2002年）

描き下ろし作品
- 科学漫画 1 ポンちゃんの悪戯日記（中央公論社 1938年）
- 科学漫画 2 ポンちゃんの世界一周（中央公論社 1938年）
- 科学漫画 3 お留守番の冒険（中央公論社 1938年）
- 科学漫画 4 戦争だ戦争だ!（中央公論社 1938年）
- 小さな船長さん（朝日新聞社 1939年）
- 小さな動物園（朝日新聞社 1940年）
- ウミノコ仁チャン（日の出書院 1943年）
- レンゾクマンガ ペリチャン（フレンド社 1946年）
- コマスケのぼうけん（光文社 1948年）
- 珍ガリバー（新日本教育文化研究所 1949年）
- 長編冒険漫画映画 おとぎの世界旅行（集英社 1961年）
- 宇宙少年トンダー（岩崎書店 1963年）
- 親切怪獣傑作集（「小さな親切」運動本部 1980年）
- 隆一ゴルフ漫画（ベースボール・マガジン社 1989年）

作品集
- 現代連続漫画全集 7 串差おでん・トップ君とラスト君（松下井知夫共著 アトリエ社 1936年）
- 横山隆一少年少女漫画集 1・2（河出書房 1954年）
- 横山隆一漫画集 勇気（日本YMCA同盟出版部 1966年）
- 現代漫画 第1期 1 横山隆一集（筑摩書房 1970年）
- 隆一画集（かまくら春秋社 1986年）
- 挿絵叢書 4 横山隆一（末永昭二編 皓星社 2017年）

### イラストレーション
挿絵
- 少年技師ハンドブック 7 軍艦・汽船の作り方（佐々木民部 誠文堂新光社 1931年）
- ナゼナゼ問答（柚木卯馬 小学館 1939年）
- ツクシノ坊ヤ（中村篤九 小学館 1939年）
- 孤島の冒険（山中峯太郎 偕成社 1940年）
- 動物園日記（福田三郎 中央公論社 1941年）
- タノシイ世界地理（新漫画派集団編 東栄社 1942年）
- あべこべ玉（サトウハチロー 湘南書房 1948年）
- 1ねんのしゃかいB はるちゃんあきちゃん（日本書籍 1948年）
- 1ねんのしゃかいA はるちゃんあきちゃん（日本書籍 1949年）
- 長編ヱ物語 鐘の鳴る丘（菊田一夫原作 東京新報社 1948年）
- やんちゃオートバイ（木内高音 中央公論社 1949年）
- ぞう（東京都動物園協会編 商工会館出版部 1949年）
- 現代漫画の50年 漫画家プライバ史（峯島正行 青也出版 1970年）
- おこりんぼむし（土家由岐雄 小学館 1974年）
- ゾウのホートンたまごをかえす（ドクター・スース原作、前田三恵子訳 学習研究社 1975年）
- パイロットの三ちゃん（崎川範行 小学館 1977年）
- OTSUKA漫画ヘルシー文庫（日本学校保健会監修 大塚製薬 1989年 - 1998年）
  - 1 臓器編I-9 のうのうくん 脳のはなし
  - 3 栄養編-2 はらはちぶ 人はなぜ食べるのか
  - 4 伝記編-6 シュバイツァー 密林にまいた愛の種子
  - 5 臓器編II-10 ホルモン忍者ただいま参上!
  - 6 スポーツと健康編-2 スポーツ、万歳! 体力と運動
  - 7 性と生命編-3 赤ちゃん誕生 受精～出産 みんなみんなタ・マ・ゴ
  - 8 病気編II-2 コントロールタワー 脳を守れ!
  - 9 救急法編-7 中毒注意報
  - 10 からだの不思議編-2 錯覚 五感のハ・テ・ナ

絵本
- 主婦之友絵本 ビックリウサ坊（主婦之友社編輯局・文 主婦之友社 1933年）
- ワンワン物語（サトウハチロー・文 博文館 1940年）
- プロペラブンチャン（博文館 1941年）
- たけとりものがたり（朝日新聞社 1947年）
- フクチャンのいろいろおしごと（保育社 1947年）
- フクチャンのアメリカけんぶつ（ロマンス社 1948年）
- 動物サーカス（佐川健三・文 新潮社 1951年）
- ジャングルブック（四季社 1951年）
- もりのおばあさん（ヒュー・ロフティング原作・光吉夏弥訳 岩波書店 1954年）
- 「トッパンのおとぎえほん」シリーズ（おとぎプロダクション製作 フレーベル館 1963年 - 1965年） - 構成と文
  - 1 ぶんぶくちゃがま
  - 2 がりばーのたび
  - 3 てんぐのたいこ
  - 4 こびととくつや
  - 5 らいおんのめがね
  - 6 かもとりごんべえ
  - 7 うかればいおりん
  - 8 かくれみの
  - 9 六にんのごうけつ
  - 10 さるとかに
  - 11 ちびのしたてや
  - 12 おどるおひめさま
  - 13 ふしぎなよこぶえ
  - 14 こぶとり
  - 15 おむすびころりん

- ふくちゃんとおもちゃのくに（フレーベル館 1964年）
- 小さな青いきかんしゃ（アーシュラ・フリハン原作、八木田宜子訳 大日本図書 1968年）
- べアくん じてんしゃのけいこ（スタン・ベレンスタイン、ジャン・ベレンスタイン原作・絵 日本パブリッシング 1968年） - 翻訳
- 地球はおおさわぎ（筒井康隆・文 盛光社 1969年）
- どうぶつむらのたいかくけんさ（自由学園幼児生活団・原案 婦人之友社 1971年）
- 「動物村ものがたり」シリーズ（小松正美・文 講談社 1971年）
  - よわむしゴリラ
  - ねずみのマント
  - はまべの大くじら
  - 七ひきのふうせんだこ
  - しろぴかライオン

- くわんたらぶね（学習研究社 1972年）
- ふしぎな五百のぼうし（ドクター・スース原作、前田三恵子訳 学習研究社 1972年）
- うそうりおじさん（学習研究社 1973年）
- おんぶおばけシリーズ（まやひろし・画 小学館 1973年） - 文
  - おんぶとかみなりのこ
  - おんぶとかっぱ
  - おんぶとてんぐ

- かぼすけのふんすい（学習研究社 1974年）
- なないろのじどうしゃ（フレーベル館 1978年）
- ころころくん（フレーベル館 1980年）
- ころころくんだいすき（フレーベル館 1980年）
- ころころくんのおともだち（フレーベル館 1980年）
- およめさんのほしい雪だるま（ルードルフ・ウィーマー原作、塩谷太郎訳 学習研究社 1982年）
- 「フクちゃんえほん」シリーズ（横山ふさ子作・絵） - 原作
- まんがえほん フクちゃん・あめふり（奇想天外社 1983年）
- まんがえほん フクちゃん・ひげがいっぱい（奇想天外社 1983年）
- まんがえほん フクちゃん・まつりだわっしょい（奇想天外社 1983年）

その他
- フクチャン ト チョキン（日本教育紙芝居協会 1940年） - 紙芝居原画

### キャラクターデザイン
- 崎陽軒 陶器製醤油入れ「ひょうちゃん」デザイン（1955年 - ）
- 船橋ヘルスセンター テレビCMアニメーション キャラクターデザイン（1962年）
- ブリヂストンタイヤ キャラクター「タイヤくん」デザイン（1967年 - ）
  - 初代CMの詳細は「どこまでも行こう」を参照。

### アニメーション
劇場用アニメ映画など
- フクチャンの奇襲（松竹動画研究所 1942年） - 原作、脚本
- フクチャンの増産部隊（松竹動画研究所 1943年） - 原作
- フクチャンの潜水艦（朝日映画 1944年） - 原作、演出（監督）
- 上の空博士（朝日映画 1944年） - 原作
- おんぶおばけ ※短編映画版（自主制作 1955年） - 製作、演出（監督）、作画
- ふくすけ（おとぎプロ・東宝 1957年） - 製作、演出（監督）、編集
- ひょうたんすずめ（おとぎプロ・東宝 1959年） - 監督
- おとぎの世界旅行（おとぎプロ・東宝 1962年） - 原作、製作、監督

上記のいくつかを含む短編・超短編作品はDVD『日本アートアニメーション映画選集 8 横山隆一作品集』（紀伊國屋書店 2004年）に収録されている。
展示館用アニメ映画
- 地球村の出来事（日本万国博覧会・住友童話館 1970年） - 製作：おとぎプロ

テレビアニメ
- インスタントヒストリー（フジテレビ 1961年 - 1962年） - 製作：おとぎプロ
- おとぎマンガカレンダー（TBSテレビ 1962年 - 1964年） - 製作：おとぎプロ
- 動物村ものがたり（NETテレビ 1970年） - 製作：TCJ
- 隆一まんが劇場 おんぶおばけ ※テレビアニメ版（日本テレビ系列 1972年 - 1973年） - 製作：TCJ
- フクちゃん（テレビ朝日系列 1982年 - 1984年） - 製作：シンエイ動画

みんなのうた（NHK）
- 1.カラスの歌 / 旗照夫、天地総子（1962年10月 - 11月）※唯一「横山隆一」名義
- 2.駅馬車 / 東京混声合唱団（1962年12月 - 1963年1月）※ここから「おとぎプロ」名義
- 3.お江戸日本橋 / 弘田三枝子（1963年12月 - 1964年1月）
- 4.ほがらか村長さん / 世良明芳、東京放送児童合唱団（1964年4月 - 5月）
- 5.気のいいあひる（1967年版） / ダークダックス（1967年6月 - 7月）
- 6.月から来たジャン / 杉並児童合唱団（1970年4月 - 5月）
- 『みんなのうた』草創期に8年に渡ってアニメを提供したが、映像は全て現存していない。全曲の内『カラスの歌』と『月から来たジャン』だけ再放送されたが、いずれもラジオだけ。

その他アニメーション素材提供
- 私は二歳（大映 1962年） ※実写映画

### 随筆など
- ジャカルタ記（東栄社 1944年）
- 略画ABC 略画の描き方（学進書房 1948年）
- でんすけ随筆（四季社 1951年）
- 第二でんすけ随筆（四季社 1955年）
- 第三でんすけ随筆（四季社 1955年）
- ひとりがてん（毎日新聞社 1958年）
- 日本漫画家名鑑 1962年版（芸術学院出版部 1962年） - 編纂委員
- フクちゃん随筆（講談社 1967年）
- わが遊戯的人生（日本経済新聞社 1972年）
  - 再刊 - 『人間の記録 17 わが遊戯的人生』（日本図書センター 1997年）
- 隆一コーナー（六興出版 1982年）
- 横山隆一の大衆酒場（かまくら春秋社 1985年）
- 鎌倉通信（高知新聞社 1995年）
- 鎌倉通信 其の2（高知新聞社 1999年）
- 共著
  - 私の履歴書 文化人 7（坂本繁二郎・熊谷守一・横山隆一・奥村土牛・谷口吉郎・浜田庄司・棟方志功 日本経済新聞社 1984年）
  - 猫が通れば道理引っ込む（漫画集団共著 主婦と生活社 1986年）
    - 再刊（ベストセラーズワニ文庫 1990年）

### その他作品
実写映画
- 江戸っ子健ちゃん（P.C.L.・東宝 1937年） - 原作
- エノケンのちゃっきり金太 前篇・後篇（P.C.L.・東宝 1937年） - 漫画（カット提供）
- ペ子ちゃんとデン助（松竹 1950年） - 原作
- プーサン（東宝 1953年） - 出演（警官R 役）
- デンスケの宣伝狂（日活 1956年） - 原作